# Marina Chapman
Marina Chapman (Colombia, 1950) es una mujer británica, nacida en Colombia, conocida por su afirmación de haber pasado gran parte de su primera infancia en la selva, sola a excepción de una colonia de monos capuchinos.
Chapman afirma que cuando tenía aproximadamente cinco años, la sacaron de su aldea (cuyo nombre era demasiado joven para haber aprendido) y luego la liberaron por una razón que no entendió; pasó los siguientes años siguiendo a los monos capuchinos, hasta que los cazadores la rescataron, momento en el que ya no tenía lenguaje humano. Según Chapman, más tarde fue vendida a un burdel en Cúcuta, luego vivió en las calles y luego se convirtió en esclava de una familia mafiosa.
Una vecina, Maruja, le rescató de su difícil situación. La hija de Maruja, María, adoptó a Chapman cuando Chapman tenía aproximadamente 14 años, y Maruja envió a Chapman a Bogotá a vivir con una de sus hijas. Esta familia tenía conexiones con la ciudad de Bradford, Yorkshire, Inglaterra, a través de la industria textil. La familia envió a sus hijos a Bradford en 1977 y envió a Chapman a ser niñera. Ella había vivido en Bradford desde aproximadamente 1983. 
Posteriormente, escribió su autobiografía, La chica sin nombre, con la ayuda de su hija Vanessa;  fue rechazada por varios editores porque creían que no era auténtica.
National Geographic creó el documental Woman Raised By Monkeys. Se estrenó el jueves 12 de diciembre de 2013.

## Análisis
Carlos Conde, profesor en Colombia, dijo que hizo una prueba con imágenes de la familia adoptiva de Chapman y monos capuchinos que sugerían fuertemente que Chapman estaba diciendo la verdad. Un profesor de psicología de la Universidad de Londres, Christopher French, argumentó que Chapman puede verse afectada por recuerdos falsos.